# Matemática pré-colombiana
A civilização dos incas tinham de ser necessariamente implicar uma série de conhecimentos matemáticos que, na ausência de qualquer vestígio escrito, não poderia ser reconstruída. Melhor informação conhecida sobre os maias e seus herdeiros culturais dos astecas, que tinha uma escrita (pictográfica e hieroglífica. Todo seu esforço parece ter-se centrado no cálculo do tempo sobre a questão do calendário e sobre a previsão de eventos astronómicos. Primeiro dia de sua época coincide com o 12 de Agosto do ano de 3113 a.C. , e suas observações teve lugar durante um período de, pelo menos, trinta e oito séculos. Alguns inscrições fixam com grande precisão o desvio entre o ano solar e o ano ritual de 365 dias. Esta ciência foi igual com a operação aritmética exata de um dispositivo baseado num sistema de numeração com base 20. Foram os primeiros a inventar o zero.